# Placea ornata
Placea ornata là một loài thực vật có hoa trong họ Amaryllidaceae. Loài này được Miers miêu tả khoa học đầu tiên năm 1841.